# José Messía y Gayoso de los Cobos
José Messía y Gayoso de los Cobos (Madrid, 16 de maig de 1853-Madrid, 18 de maig de 1917) també conegut com el duc de Tamames, va ser un polític espanyol, diputat i senador a les Corts de la Restauració.

## Biografia

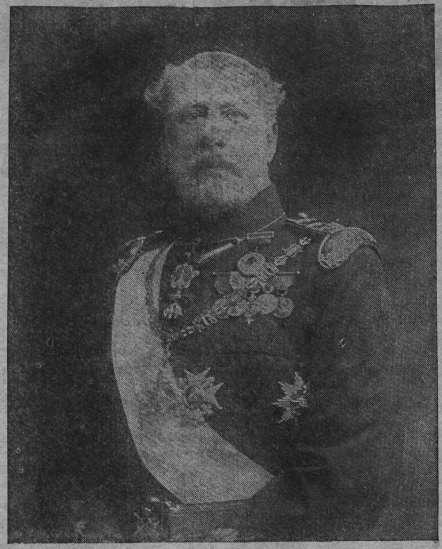
Fotografiat per Goñi a La Acción

Va néixer el 16 de maig de 1853 en Madrid.
El duc de Tamames va tenir un feu en el districte de Salamanca de Ledesma; va obtenir escó a Corts per aquest districte electoral en els successius comicis de
1886, 1891, 1893, 1896, 1898, 1899, 1901, 1903, 1905, 1907, i 1910. A partir de 1911 es va convertir en senador per dret propi.
Va exercir el càrrec de governador civil de la província de Madrid entre març de 1894 i març de 1895.
Va ser degà de la Grandesa d'Espanya i cavaller de l'Orde del Toisó d'Or. També va arribar a ser president del Centre d'Acció Nobiliària.
Dins de les seves activitats socials, com a degà de la noblesa a Espanya i cap de la casa civil de Borbó, va ser facilitador per a la creació de l'associació escultista, els Exploradores de España, ostentant el càrrec de primer president del comitè nacional des de la seva fundació el 1912 fins a la seva renúncia el 1915, en solidaritat per la dimissió del fundador, Teodoro Iradier y Herrero. No obstant això, malgrat les profundes discrepàncies en el si de l'organització, es va reincorporar l'11 de març de 1915 a petició de l'assemblea nacional, càrrec que va ostentar fins a la seva mort. La nova junta de govern estava formada per Antonio Trucharte com a secretari, Artur Cuyàs i Armengol com a comissari general i Teodoro Iradier y Herrero com s vocal.
Va morir el 18 de maig de 1917 a Madrid.